# Louzouer
 Louzouer  es una población y comuna francesa, situada en la región de Centro, departamento de Loiret, en el distrito de Montargis y cantón de Courtenay.

## Demografía
| 151 | 154 | 147 | 182 | 226 | 277 |
| Para los censos de 1962 a 1999 la población legal corresponde a la población sin duplicidades (Fuente: INSEE [Consultar]) |     |     |     |     |     |